# 英國的婦女參政權
英國的婦女投票權於1872年展開了遍及全國的運動。在《1832年改革法令》與《1835年市議會組織法令》之前，英國未明令禁止婦女投票，而1832年後確立了婦女在某階層上的投票權。
婚姻，使女人失去了她的個人身分。她完全沉落在丈夫之下，而他取得了對她絕對的支配權。她從此完全失去了進行法定義務的能力；除了離婚、或其他原因助她脫離這些束縛，一個已婚婦女在英國無法從事任何職務。
萊昂·黎維，國際商法，1863年。